# 金承奎
金承奎（韓語：김승규，1990年9月30日—），韩国足球运动员，现效力于日本職業足球甲級聯賽球队FC東京。韓國國家男子足球隊成員。

## 俱乐部生涯
金承奎在2008年进入家乡球队蔚山现代一队，2012年以替补门将的身份随队获得2012年亚足联冠军联赛冠军。2013年，他成为球队的主力门将，帮助球队获得联赛亚军并入选赛季最佳十一人名单。
2016年夏天，金承奎转会加盟神户胜利船。
神户胜利船于2019年7月26日宣布，金承奎转会加盟蔚山现代。

## 国家队生涯
金承奎曾入选韩国各级国家青年队，2010年夺得2010年亚洲运动会足球比賽铜牌，但他未能落选韩国国奥队参加2012年伦敦奥运会的名单。
2013年，他首次入选韩国国家足球队，并在同年8月14日韩国0比0战平秘鲁的友谊赛上演国家队首秀。2014年5月，他入选韩国国家队参加2014年世界杯足球赛的23人名单。
2018年，他再度入选韩国国家足球队，出戰2018年世界杯足球赛，但未有上陣。
2019年，他入选韩国国家足球队，出戰2019年東亞足球錦標賽，並獲得最佳門將的獎項。
2022年，他入选韩国队出戰2022年世界杯足球赛，他於三場小組賽均正選上陣。
2023年，金承奎入选韩国队出戰2023亚洲杯，但他於首場分組賽後的操練中右膝十字韧带断裂，只能提前退队。

## 榮譽
蔚山現代
- 韓國聯賽杯冠軍 : 2011
- 亞冠盃冠軍 : 2012

## 外部連結
- 金承奎的Instagram帳戶